# Warriors of the Deep
A Warriors of the Deep a Doctor Who 131. része, amit 1983. január 5. és 13. között adtak négy epizódban.

## Történet
2084-n a Földet két nagy szuperhatalom uralja és egymással feszült hidegháborús viszonyban állnak. Egyikőjük egy titkos vízalatti állomást hoz létre, s ott helyezi el stratégiai atomfegyvereit. A Doktor is ide érkezik a Tardis-szal, nem a legjobb időben, mert titokzatos gyilkosság történik az állomáson... Nem túl messze a támaszponttól a szilúriak, a Föld ősi gyíkemberei ébredeznek hosszú hibernációjukból, s a nemzetközi feszültséget kihasználva ismét megkísérlik visszahódítani a Föld felszínét.

## Epizódlista
| Epizódok sorszáma | Bemutató napja   | Hossza | Nézők száma (millió) |
| ----------------- | ---------------- | ------ | -------------------- |
| 1.                | 1983. január 5.  | 24:48  | 7,6                  |
| 2.                | 1983. január 6.  | 24:04  | 7,5                  |
| 3.                | 1983. január 12. | 24:02  | 7,3                  |
| 4.                | 1983. január 13. | 24:48  | 6,6                  |

## Könyvkiadás
A könyvváltozatát 1984. augusztus 16-án adta ki a Target könyvkiadó. Írta Terrance Dicks.

## Otthoni kiadás
- VHS-en 1995 szeptemberében adták ki.
- DVD-n 2008. január 14-én adták ki, a Doctor Who and the Silurians és a The Sea Devils című részekkel együtt.

### Fordítás
- Ez a szócikk részben vagy egészben  a   Warriors_of_the_Deep című angol Wikipédia-szócikk fordításán alapul.  Az eredeti cikk szerkesztőit annak laptörténete sorolja fel. Ez a jelzés csupán a megfogalmazás eredetét és a szerzői jogokat jelzi, nem szolgál a cikkben szereplő információk forrásmegjelöléseként.